# 什姆科韋
47°35′29″N 30°4′40″E / 47.59139°N 30.07778°E
希姆科韋（烏克蘭語：Шимкове）是位於烏克蘭西南部的村莊，由敖德萨州波季利斯克区的阿南伊夫市鎮負責管轄。該村始建於1770年，面積1.61平方公里，海拔高度82米，2001年人口484，人口密度每平方公里300.62人。